# Trasideu d'Acragant
Trasideu (en grec antic: Θρασυδαῖος, llatí: Thrasydaeus) fou un tirà d'Acragant. Era fill i successor de Teró.
Durant el govern del seu pare ja va ser nomenat governador d'Hímera on, per la seva conducta arbitrària i violenta, els ciutadans es van mostrar queixosos i van estar a punt de revoltar-se. Van demanar ajut a Hieró I de Siracusa, però aquest els va trair i va fer saber a Teró el que passava. Teró va fer matar als més desafectes i a altres els va enviar a l'exili i va poder restablir plenament l'autoritat, segons diu Diodor de Sicília. No se sap si es va mantenir al capdavant del govern després d'aquests fets.
Però a la mort de Teró el va succeir sense oposició en la sobirania de les dues ciutats. Altre cop el seu caràcter tirànic i violent el va fer impopular a Acragant com abans havia passat a Hímera. Va renovar la guerra amb Hieró contra el que ja havia lluitat en vida del seu pare, i va reunir una important força de mercenaris, a més d'una lleva general a Acragant i Hímera, però va ser derrotat després d'una obstinada i sagnant lluita. La ciutat d'Acragant aprofitant aquesta derrota es va revoltar.
Va ser expulsat de la ciutat i va fugir a Grècia, però va ser arrestat a Mègara i executat públicament. Diodor situa tots aquestos esdeveniments l'any 472 aC, l'any de la mort de Teró, però probablement va passar algun temps més.